# Universidad de Jaén
La Universidad de Jaén (UJA) es una universidad pública con sede en Jaén, Andalucía (España). Se trata de una universidad joven creada mediante la Ley 5/1993 del Parlamento de Andalucía de 1 de julio de 1993, con el objetivo de educar y albergar la nueva generación de científicos, economistas, ingenieros y profesionales de la salud.
Sus antecedentes se sitúan en el Colegio Universitario "Santo Reino" de Jaén, extensión de la Universidad de Granada, hasta su fundación como entidad autónoma en 1993.
La primera Universidad que tuvo la provincia de Jaén fue la Universidad de Baeza, establecida en 1538 por el Papa Paulo III en el extinto Reino de Jaén y es ahora declarada Patrimonio de la Humanidad por la UNESCO.
La Universidad de Jaén posee dos campus: el Campus Las Lagunillas de Jaén y el Campus Científico-Tecnológico de Linares. La SAFA (Sagrada Familia) de Úbeda es un centro adscrito.
Según el ranking publicado en 2021 por la revista Times Higher Education, la institución se sitúa entre las 100 mejores en seguir los Objetivos de Desarrollo Sostenible de la Organización Naciones Unidas, al promulgar la investigación, desarrollo y uso de la energía solar y fotovoltaica, también encontrándose entre las 50 mejores universidades de menos de cincuenta años.

## Historia
La primera Universidad que tuvo la provincia de Jaén fue la Universidad de Baeza y a lo largo del siglo XVII, en el breve período en que el Estudio General de Santa Catalina se transformó en Universidad Pontificia.

### Siglos XIV-XVI
En 1368 existió una Escuela de Gramática que además de impartir esta disciplina, lo hacía en Retórica, Lógica y todas las Artes Liberales. Cuando a finales de la Edad Moderna se produjo un significativo enriquecimiento económico, la pujanza de centros urbanos como Úbeda, Baeza, Andújar, Alcalá la Real y el propio Jaén, encuentran en ello y en la coyuntura política, la posibilidad de la concreción de una realidad universitaria.
El rey Juan I de Castilla, en 1382, fundó el Colegio Convento de Santa Catalina Mártir, regentado por la Orden de Santo Domingo. En él se impartían Artes Liberales y Teología. De esta forma gracias a las gestiones del Caballero Veinticuatro D. Juan Cerezo, el Papa Paulo III, en 1503, dio una bula que facultaba al Estudio General del Convento de Santa Catalina para el estudio de las Artes Liberales, la Medicina, la Teología y otras ciencias.

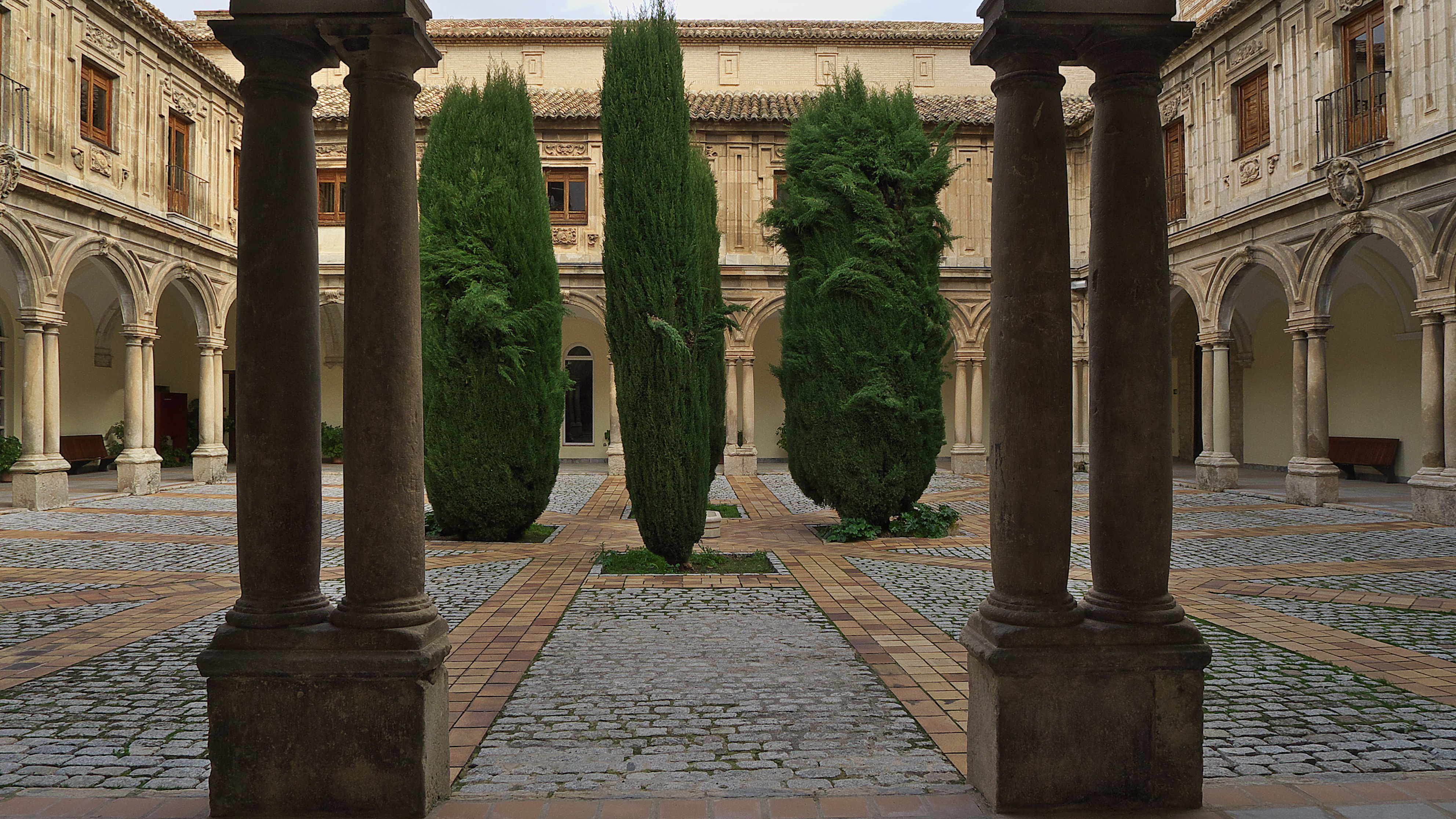
Claustro del Convento de Santo Domingo, antigua Universidad de Santa Catalina Mártir.

En el año 1585 los Agustinos, con la complicidad de algunos miembros del Cabildo Catedralicio y sin permiso del Obispo Francisco Sarmiento de Mendoza, intentaron establecer una Universidad de Letras, semejante a la de Baeza, que se había creado en 1538; sin embargo, la fuerte oposición del Obispo y de determinados canónigos, comprometidos con la Universidad de Baeza, hicieron fracasar el proyecto de la creación de una Universidad de Letras que estuviese en la ciudad de Jaén.

### Siglos XVII-XX
En 1629 el Papa Urbano VIII, dio una bula que convertía al Estudio General del Convento de Santa Catalina Mártir en Universidad Pontificia, iniciando la de Baeza un pleito que ganó al año siguiente, por lo que Jaén dejó de ser sede universitaria. La realidad universitaria principal, estuvo por tanto en Baeza que, fundada en la fecha antes citada por Rodrigo López, notario y familiar del Papa Paulo III, tuvo desde sus comienzos un apoyo muy activo de la importante población hidalga, de la burguesía judeo-conversa, de la Compañía de Jesús y de la Orden Carmelitana, participando en sus seminarios el propio San Juan de la Cruz.

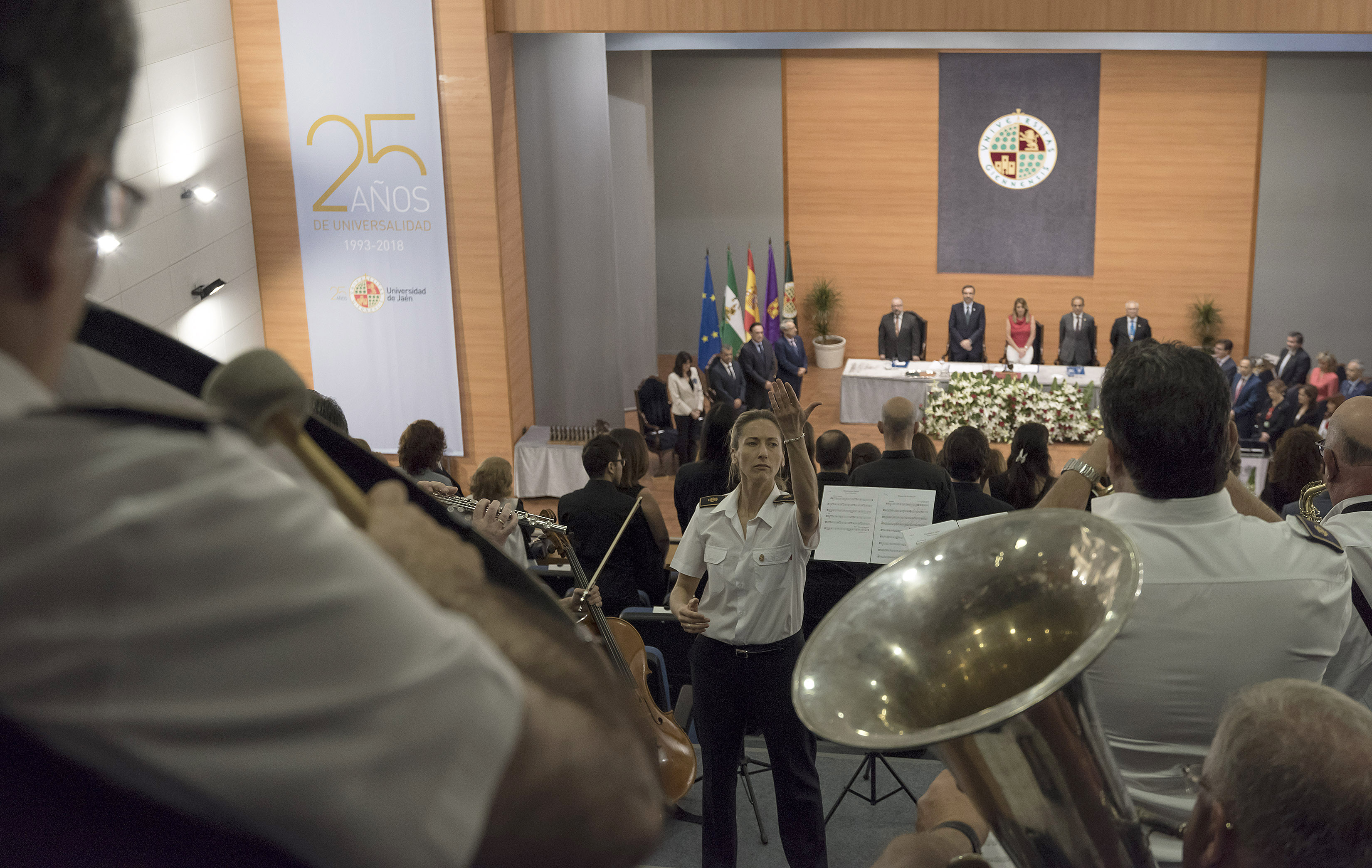
Aula Magna de la universidad.

En la conformación de sus estudios existieron, desde el principio, las facultades de Artes y Teología y en 1683, se creó la de Cánones. Sin embargo la decadencia de la Universidad de Baeza estuvo íntimamente ligada a los hechos históricos que caracterizaron a la provincia de Jaén hasta fechas recientes, determinando la tendencia a la ruralización que, demográficamente, implica el desmantelamiento de las ciudades; del mismo fenómeno se derivó el absentismo aristocrático que al no encontrar incentivos en las ciudades en crisis, se marchó a la Corte, o a otras grandes ciudades donde invertían o gastaban sus recursos; ello, unido a la decadencia económica, en especial la del sector textil baezano, a los pleitos locales y a la falta de innovación académica hicieron posible el decreto de extinción en 1807 de la Universidad de Baeza y su clausura definitiva en 1824.
A partir de entonces el hilo conductor de las demandas universitarias en Jaén serán los dos centros creados en la capital en 1843: la Escuela Normal y el Instituto de Segunda Enseñanza, centros que sin serlos plenamente se encuentran ya más próximos a la calificación de Centros Universitarios. También la minería mantuvo sus aspiraciones y la existencia de una burguesía industrial propició en 1892, en Linares, la creación de la Escuela de Minas. Algunos años más tarde nace, también en Linares, la Escuela Industrial de Linares fundada por Real Decreto de 16 de julio de 1910, y donde se impartían los Peritajes Industriales de: Mecánico, Químico, Electricista, y Aparejador. En 1911, se crean en Jaén la Escuela Técnica de Grado Medio que emitía títulos de Perito Eléctrico y Mecánico, y, en 1913, la Normal Superior de Maestros.

### SiglosXX-XXI
Un nuevo salto cualitativo y cuantitativo se produjo a partir de 1945 al empezar a impartirse los Estudios de Peritaje mercantil en la Escuela Pericial de Comercio. En 1951 se produjo la reapertura de la Escuela Técnica Pericial de Jaén, cerrada en 1937 a causa de la Guerra Civil; la de Linares, en cambio, se mantuvo abierta durante la guerra, y volvería a la normalidad en el curso 1939/40, tras la finalización del conflicto bélico. Una segunda Escuela Normal de Magisterio, la "Sagrada Familia" se fundó en 1949 en Villanueva del Arzobispo, donde permaneció hasta que en 1949 fue trasladada a Úbeda. En 1954 la Diputación Provincial de Jaén fundó la Escuela de Enfermeras de la Beneficencia Provincial.

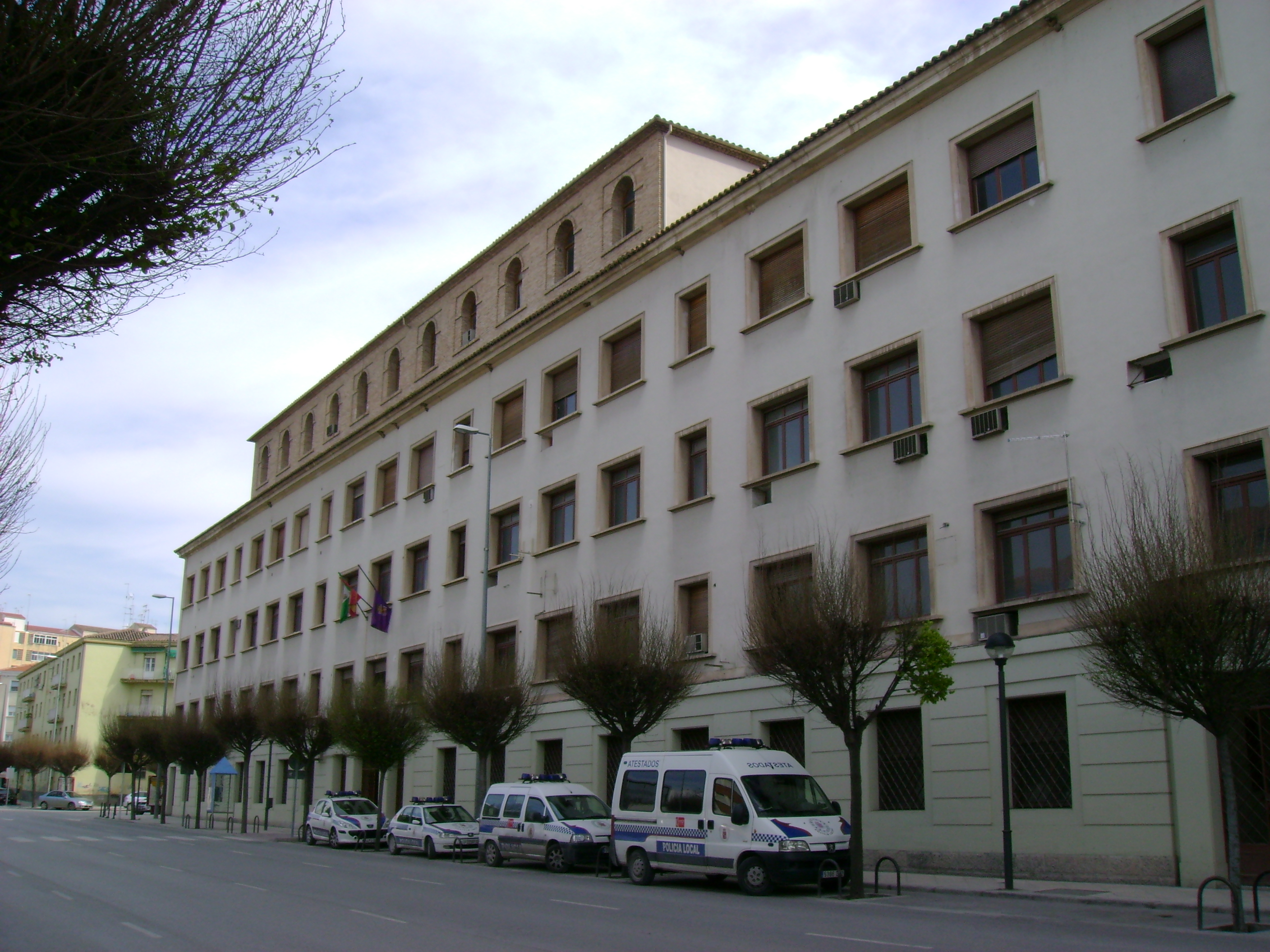
Antigua escuela de Magisterio.

En torno a los años setenta, la coyuntura demográfica y un modelo político que favorecía la dispersión universitaria por medio de la fundación de Colegios Universitarios, crearon un ambiente propicio para que el Seminario de Actividades Universitarias organizado en 1969 dentro del Instituto de Estudios Giennenses, recuperara el proyecto universitario de Jaén. En abril de 1970 la Diputación de Jaén habilitó los fondos necesarios para la creación de un Colegio Universitario, solicitado por aquella entidad en julio de 1971, le fue concedido por el Ministerio de Educación y Ciencia en octubre del mismo año. Sin embargo hasta noviembre de 1975 no fue adscrito a la Universidad de Granada.
Antes, en 1972, la Escuela de Magisterio se había convertido en Escuela Universitaria del Profesorado de E.G.B. y la Escuela de Ingeniería Técnica Industrial se transformó en Escuela Universitaria de Ingeniería Técnica Industrial. En 1976 sufrirá igual suerte la Escuela Politécnica de Linares, incorporándose también al grupo de Centros Universitarios de la Provincia de Jaén uno nuevo de titularidad municipal de la misma ciudad, como fue la Escuela Universitaria de Formación de Profesorado "Antonia López Arista". Por último en 1978 se incorporaron el resto del grupo de Escuelas de Jaén y provincia: la Pericial de Comercio que sería la Escuela Universitaria de Estudios Empresariales, la de Enfermería y la de la "Sagrada Familia" de Úbeda. En 1982 el Colegio Universitario se integró en la Universidad de Granada, aunque la integración efectiva no se llevó a cabo hasta enero de 1985.
La penúltima etapa del proceso se produjo a partir de 1989. En ese año el Colegio Universitario se descompuso en la Facultad de Humanidades y la de Ciencias Experimentales. En 1990 se creó la Facultad de Ciencias Sociales y Jurídicas. En el año anterior la Escuela Universitaria de Ingeniería Técnica Industrial de Jaén se transformó en Escuela Politécnica y la Universidad de Granada creó el Campus Universitario de Jaén, donde se adscribieron primero los centros existentes en la ciudad y a partir del curso 92/93 todos los de la Provincia. 

#### 1993, creación de la Universidad de Jaén
La última etapa se inicia a partir de la creación de la Comisión Técnico-Académica del Campus Universitario de Jaén, en mayo de 1992 y la transformación definitiva en Universidad de Jaén, mediante Ley 5/1993 del Parlamento de Andalucía a fecha de 1 de julio de 1993, que formalmente inicia su andadura con la constitución de la Comisión Gestora el día 7 de septiembre del mismo año.

Péndulo de Foucault ubicado en el edificio C3.

En esta etapa, todos los centros universitarios existentes en la ciudad de Jaén, y en el resto de la provincia, conforman la nueva Universidad de Jaén, de la que será el primer rector D. Luis Parras Guijosa (previamente había sido presidente de la Comisión Gestora). La nueva universidad siguió creciendo, así pues la Escuela Politécnica de Linares, que llevaba trabajando 100 años en la formación de profesionales de la ingeniería de minas e industrial, incorpora a su oferta formativa, en el curso 93-94, y ya como centro dependiente de la Universidad de Jaén, estudios de ingeniería técnica de telecomunicación (telemática). Algunos años más tarde, en 2005 y tras implantar el segundo ciclo de ingeniería de telecomunicación, la Escuela Politécnica de Linares adquiere la calificación de Superior. 
Los Estatutos de la Universidad de Jaén, como instrumento normativo para su autogobierno, fueron aprobados por el Claustro Constituyente el 9 de junio de 1998 y posteriormente por el Consejo de Gobierno de la Junta de Andalucía, mediante Decreto 277/1998 de 22 de diciembre, publicado en el Boletín Oficial de la Junta de Andalucía número 8 de 19 de enero de 1999. Una vez cumplidos todos los requisitos que exigía la legislación vigente, la Universidad de Jaén queda totalmente integrada en el Sistema Universitario Español y en disposición de ejercer plenamente la autonomía reconocida por el artículo 27.10 de la Constitución Española de 1978.

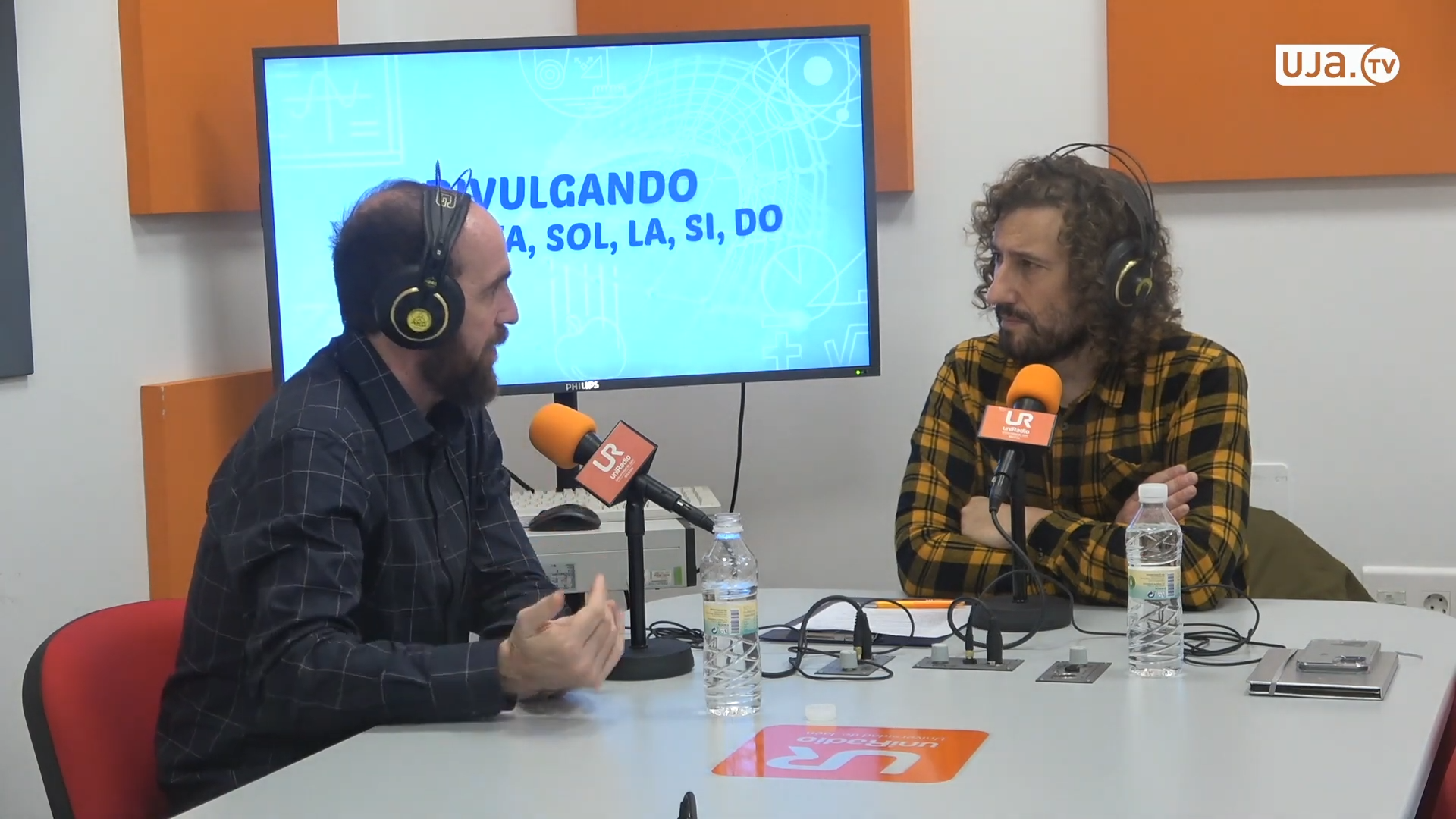
Entrevista a Eduardo Sáenz de Cabezón en UniRadio Jaén.

Desde su creación, la institución ha apostado por la calidad al impartir las titulaciones, así como por el aumento de la producción científica y el desarrollo de las infraestructuras. La oferta de la Universidad de Jaén se concentra en un programa de titulaciones de más de 50, equipos técnicos de alta tecnología, laboratorios, bibliotecas con acceso a más de 480.000 publicaciones digitales, programas de intercambio y movilidad de alumnos con más de 60 países, prácticas laborales en más de 550 empresas, una Unidad de Empleo con dos programas de orientación laboral y unas modernas instalaciones deportivas, así como una amplia oferta de actividades para estudiantes. Igualmente la antigua Escuela de Magisterio fue remodelada y actualmente funciona como centro de I+D+i y vivero de empresas de base tecnológica.
La universidad mantiene la emisora UniRadio Jaén.

## Centros y facultades
La Universidad de Jaén dispone de dos campus universitarios estructurados en nueve centros: cinco facultades, una escuela universitaria adscrita, dos escuelas técnicas superiores y un centro de investigación. A su vez, son 33 los departamentos en los que se halla dividida la actividad docente de la universidad.

### Campus de Jaén

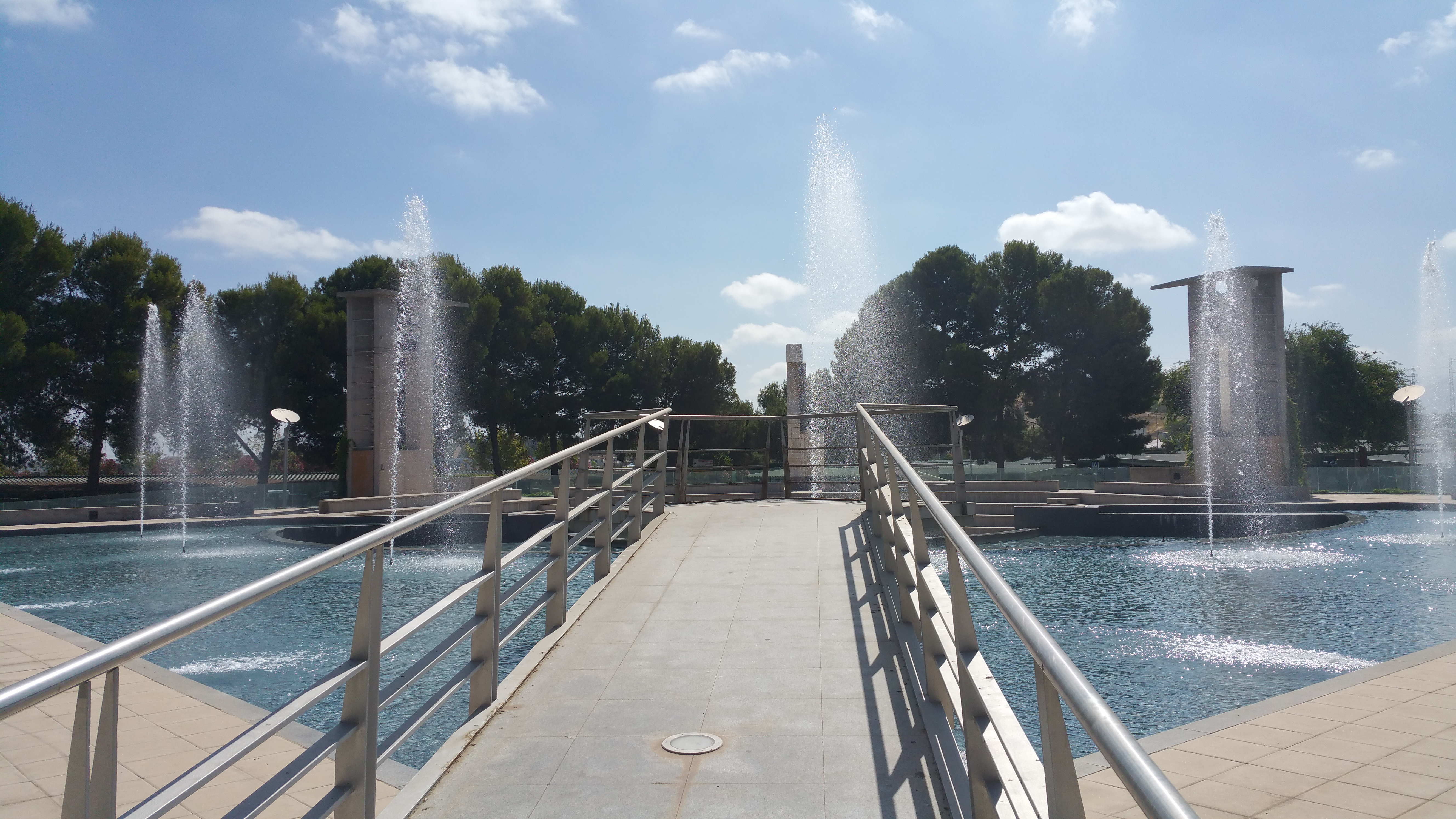
Fuente de la Plaza de los Pueblos

Ubicado en la ciudad de Jaén y en él se encuentran la mayoría de los centros con los que cuenta la universidad, así como el desarrollo de la mayor parte de las actividades docentes y sede de los principales edificios administrativos.
- Facultad de Ciencias Experimentales. Se imparte el Grado en Biología, el Grado en Ciencias Ambientales y el Grado en Química.[9]
- Facultad de Ciencias Sociales y Jurídicas. Departamentos: Ciencias de la Salud. Derecho Civil, Derecho Financiero y Tributario. Derecho Penal, Filosofía del Derecho, Moral y Política y Filosofía. Derecho Público. Derecho Público y Común Europeo. Derecho Público y Derecho Privado Especial. Economía. Economía financiera y Contabilidad. Estadística e Investigación Operativa. Informática. Lengua y Cultura Mediterráneas. Matemáticas. Organización de empresas, Marketing y Sociología. Patrimonio Histórico. [10]Tabla periódica en la fachada del edificio B3.

Tabla periódica en la fachada del edificio B3.

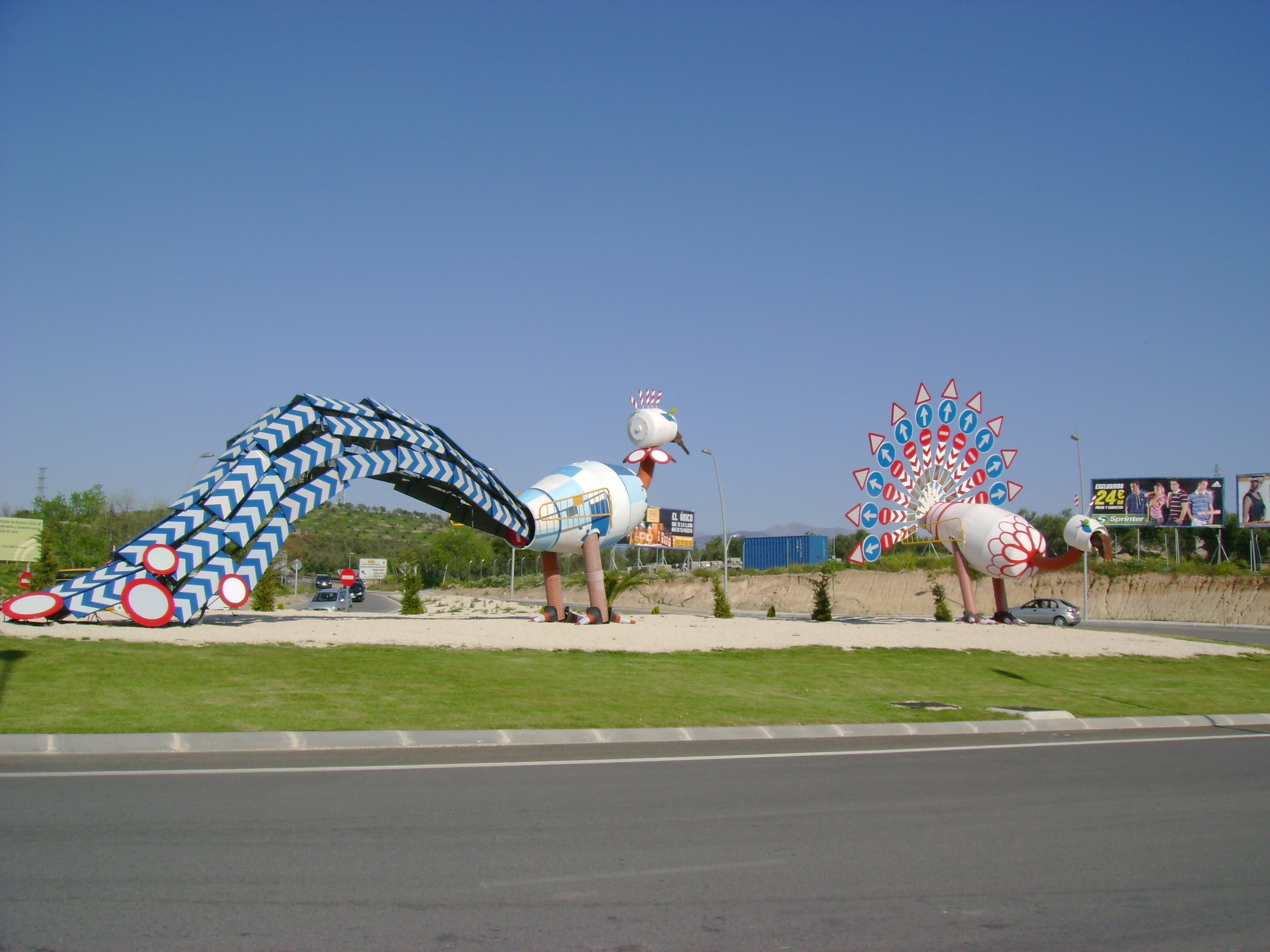
La Rotonda de los Pavos, el exterior del Campus de Las Lagunillas.

- La Rotonda de los Pavos, el exterior del Campus de Las Lagunillas.Facultad de Humanidades y Ciencias de la Educación. Departamentos: Antropología, Arqueología, Geografía e Historia. Didáctica de las Ciencias. Didáctica de la Expresión Musical, Plástica y Corporal. Filología Española. Filología Inglesa. Lenguas y Culturas Mediterráneas. Pedagogía. Psicología. Patrimonio Histórico.[11]Imparte grados en Educación Infantil, Educación Primaria, Educación Social, Filologías Española e Inglesa,  Psicología y Arqueología.
- Facultad de Ciencias de la Salud. Se imparte el Grado en Enfermería, el Grado en Fisioterapia y el Grado en Medicina.[12]
- Facultad de Trabajo Social. La Facultad de Trabajo Social de Jaén (antes escuela Universitaria) se encuentra actualmente en el Campus de las Lagunillas de Jaén, habiendo estado ubicada en Linares desde su creación, a iniciativa de la corporación municipal de este municipio, hasta su traslado, no exento de cierta polémica, en 2005.[13][14]

- Escuela Politécnica Superior de Jaén. Tiene su sede en los edificios A3 y A4 del campus de las Lagunillas. El A3 es el edificio departamental de Ingeniería y Tecnología en el que se ubican los despachos y laboratorios de la escuela, mientras que el edificio A4 es el aulario "Cesáreo Rodríguez Aguilera" en el que se imparte la docencia. Ambos edificios, de estilo moderno y de vanguardia sustituyen al emblemático "edificio de peritos" situado en el centro de la ciudad. Dicho edificio fue demolido en 2005 y en su lugar se construyó un centro comercial de El Corte Inglés.

Además el campus de Las Lagunillas cuenta con un edificio de usos múltiples, Antonio Machado (C4), en el que podemos encontrar una tienda con productos oficiales de la universidad

### Campus de Linares

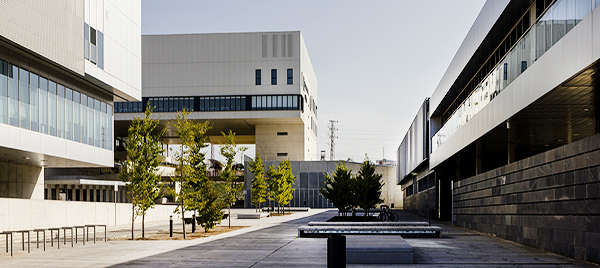
Campus Científico-Tecnológico de Linares.

Ubicado en la ciudad de Linares, entró en funcionamiento en septiembre de 2015 y se trata de un espacio innovador que integra las áreas formativa, universitaria, profesional y ocupacional, así como actividades de I+D+i
- Escuela Politécnica Superior de Linares. La Escuela Politécnica Superior de Linares, está ubicada en las nuevas instalaciones del campus reemplazando por tanto a los emblemáticos edificios de peritos del centro de la ciudad. Durante varios cursos académicos y hasta 2005, la Politécnica de Linares compartió el uso del edificio 70 con la Escuela Universitaria de Trabajo Social, hasta que fue trasladada al campus de Jaén.

### Escuelas universitarias
- Escuela Universitaria de Magisterio "Sagrada Familia" (Úbeda). Está ubicada en la ciudad de Úbeda y se trata de un centro privado adscrito a la Universidad de Jaén y confiado a la Compañía de Jesús.

### Centros de Investigación
- Instituto Universitario de Investigación en Arqueología Ibérica
- Centro de Estudios Avanzados en Lenguas Modernas (CEALM)

La creación del CEALM fue aprobada en Consejo de Gobierno el 28 de julio de 2009. El CEALM se encuentra ubicado en el edificio C6 del Campus de Jaén.

Biblioteca del campus Las Lagunillas.
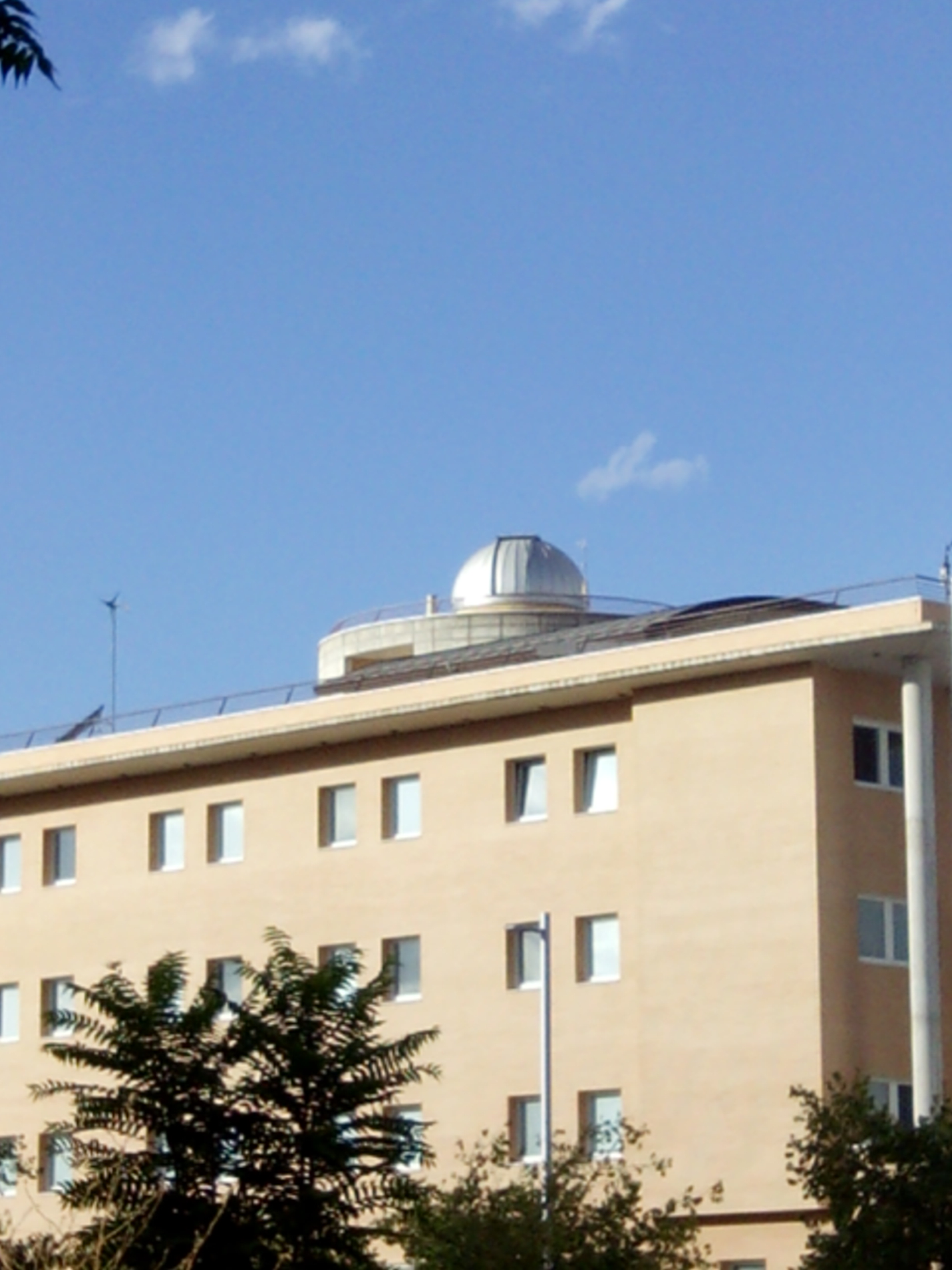
Telescopio de la universidad.
Edificio A4. "El Flan".
Edificio de usos múltiples.
Edificio A2.
Aulario Flores de Lemus, edificio B4.
Torre de Jaén (1998) de Juan Moral.

## Rectores
Tras su creación en 1997 se elige Luis Parras Guijosa como rector magnificus de la universidad, quien ostenta el cargo hasta 2007, tras resultar vencedor de las elecciones celebradas en 1999 y 2003. En las elecciones celebradas en 2007, a las que de acuerdo a normativa vigente ya no se presentó Luis Parras, resultó vencedor Manuel Parras Rosa, que renovó el cargo en las elecciones de 2011. En las elecciones celebradas en 2015 resultó elegido el catedrático Juan Gómez Ortega.
| Rector              | Año inicio | Año fin    |
| ------------------- | ---------- | ---------- |
| Luis Parras Guijosa | 1997       | 2007       |
| Manuel Parras Rosa  | 2007       | 2015       |
| Juan Gómez Ortega   | 2015       | 2023       |
| Nicolás Ruiz Reyes  | 2023       | Actualidad |

## Doctores honoris causa
- Joaquín Ruiz-Giménez Cortés,[21] 2001
- Manuel Valdivia Ureña, 2002
- Pedro Martínez Montávez, 2003
- Antonio Luque López, 2005
- Manuel Ortigueira Bouzada, 2007
- Tomás Ramón Fernández Rodríguez, 2007
- Antonio Muñoz Molina, 2007
- Gregorio Peces-Barba Martínez, 2008
- Baltasar Garzón Real,[22] 2009
- Joan Massagué Solé,[23] 2010
- Dany Leviatan,[24] 2011
- Margarita Salas,[25] 2012
- Juan Ramón Cuadrado Roura,[26] 2012
- Lorenzo Morillas Cuevas,[27] 2013
- Mario Torelli,[27] 2013
- Juan Antonio Vera Torres,[28] 2014
- Avelino Corma Canós,[29] 2015
- Antonio Pascual Acosta,[30] 2017
- María Luisa López Grigera,[31] 2017
- José López Barneo,[31] 2017
- María Castellano Arroyo,[32] 2021
- María Ángela Nieto Toledano,[33] 2022
- Carmen Laffón de la Escosura,[33] 2022
- Miguel Rafael Martos Sánchez (Raphael),[34] 2024
- Carlos Herrera Maliani,[35]2025